# ヴォロダリ・グレボヴィチ
ヴォロダリ・グレボヴィチ（ベラルーシ語: Валадар Глебавіч、1090年代 - 1167年以降）は、ミンスク公グレプとヴォルィーニ公国の公女アナスタシヤとの間の子である。
ポロツク・イジャスラフ家(ru)出身。ミンスク公：1151年 - 1159年、1165年 - 1167年、ゴロデツ公(ru)：1159年 - 1165年、ポロツク公：1167年。兄弟にはミンスク公ロスチスラフがいる。
1135年もしくは1136年に、ポーランド大公ボレスワフ3世の娘リクサ・ボレスワヴヴナと結婚した。一説によるとこの結婚は、キエフ大公ウラジーミル・モノマフの相続人の一人であるデンマーク王エーリク2世に対する、ポロツク公国とボレスワフ3世との同盟を締結するためだったという。

## 妻子
妻はボレスワフ3世の娘リクサ。子には以下の人物がいる。
- ソフィヤ（1140年頃 - 1198年） - デンマーク王ヴァルデマー1世の妻。テューリンゲン方伯ルートヴィヒ3世と再婚（のち離婚）。
- ウラジーミル[注 3]（1140年代 - 1216年）
- ヴァシリコ(be)（1140年代 - 1222年）